# Арсеније Крфски
Свети Арсеније је био епископ крфски. Он је допунио и у садашњем облику саставио чин тајне јелеосвећења. Умро је 959. године. Мошти му почивају у Саборној цркви на Крфу.
Српска православна црква слави га 19 јануара по црквеном, а 1. фебруара по грегоријанском календару.